# Comac C919
Comac C919 là một máy bay chở hành khách hai động cơ thân hẹp được phát triển bởi hãng chế tạo máy bay Trung Quốc Comac. Chương trình đã được đưa ra vào năm 2008 và sản xuất nguyên mẫu được bắt đầu vào tháng 12 năm 2011. Nó được đưa ra vào ngày 2 tháng 11 năm 2015 và lần đầu tiên bay vào ngày 5 tháng 5 năm 2017, hoạch định đưa vào sử dụng vào năm 2020. Chiếc máy bay chủ yếu được làm bằng nhôm. Nó được cung cấp bởi động cơ turbofan CFM International LEAP và có thể chở 156 đến 168 hành khách trong một cấu hình hoạt động bình thường lên tới 3.000 hải lý (5.600 km). Mục tiêu sản xuất là để cạnh tranh với Boeing 737 MAX và Airbus A320neo, với cùng mục đích. Tính đến tháng 11 năm 2016, đã có khoảng 570 máy bay được đặt hàng từ 23 khách hàng, chủ yếu là các công ty cho thuê Trung Quốc hoặc các hãng hàng không Trung Quốc.

## Phát triển
Theo chương trình ban đầu năm 2008, người ta dự tính chuyến bay đầu tiên vào năm 2014. Comac đã xin giấy chứng nhận loại máy bay từ Cục Hàng không Dân dụng Trung Quốc vào ngày 28 tháng 10 năm 2010. Công ty dự định sản xuất tới 2.300 chiếc máy bay loại này. Vào tháng 6 năm 2011, COMAC và hãng hàng không giá rẻ của Ireland là Ryanair đã ký một thỏa thuận hợp tác về việc phát triển C919. Vào năm 2012, chiến lược gia trưởng của Marwan Lahoud của Airbus đã giả định rằng máy bay sẽ cạnh tranh với Airbus vào năm 2020. 
Vào ngày 24 tháng 11 năm 2011, Comac đã thông báo hoàn thành giai đoạn định nghĩa chung, hoàn tất giai đoạn thiết kế sơ bộ cho C919, với dự kiến hoàn thành giai đoạn thiết kế chi tiết trong năm 2012. Việc sản xuất nguyên mẫu C919 đầu tiên bắt đầu vào ngày 9 tháng 12 năm 2011. Tính khí động học của C919 được thiết kế với sự trợ giúp của siêu máy tính Tianhe-2. Sản lượng hàng năm là 150 máy bay vào năm 2020.
Ngân sách phát triển đã công bố của nó là 58 tỷ NDT (9,5 tỷ USD) nhưng chi phí thực tế của nó ước tính khoảng hơn 20 tỷ USD. Chuyến bay thử nghiệm dự kiến hoàn thành lắp ráp cuối năm 2014 và thực hiện chuyến bay đầu tiên vào năm 2015; Tuy nhiên, giao hàng bị hoãn lại đến năm 2018 do những khó khăn kỹ thuật và vấn đề cung cấp. Vào tháng 11 năm 2014, Zhuhai Airshow, người ta đã thông báo rằng chuyến bay đầu tiên sẽ bị trì hoãn tới năm 2017. Vào ngày 2 tháng 11 năm 2015, Comac tung ra chiếc máy bay C919 đầu tiên của mình. Các thử nghiệm chạy đường lăn tốc độ cao đã được hoàn thành vào tháng 4 năm 2017 với chuyến bay đầu tiên diễn ra vào ngày 5 tháng 5 năm 2017. Comac lập kế hoạch thử nghiệm 4.200 giờ bay và giới thiệu dịch vụ vào năm 2020 với China Eastern Airlines.